# Telstra Corporate Centre
Telstra Corporate Centre  — хмарочос в Мельбурні, Австралія. Висота 47-поверхового будинку становить 193 метри, з урахуванням антени 219 метрів і входить в топ-10 найвищих будинків Мельбурна. Будівництво було завершено в 1992 році. Хмарочос є штаб-квартирою телекомунікаційної компанії Telstra.
| Доричний ордер | Це незавершена стаття про архітектуру. Ви можете допомогти проєкту, виправивши або дописавши її. |

| Прапор Австралії | Це незавершена стаття про Австралію. Ви можете допомогти проєкту, виправивши або дописавши її. |